# Unzmarkt
Unzmarkt ist ein Markt auf einer abfallenden Flussterrasse südlich oberhalb der Mur in der Marktgemeinde Unzmarkt-Frauenburg im Bezirk Murtal in der Steiermark.

## Geschichte
Der Ort wurde 1324 urkundlich genannt.
Am 1. Jänner 1968 wurden Unzmarkt und Frauenburg zur Gemeinde Unzmarkt-Frauenburg fusioniert.

## Verbauung
Der Simon-Hafner-Platz ist ein langgestreckter geschlossener Straßenplatz mit Ostwestrichtung mit einem im Kern mittelalterlichen Torturm im Süden. Die Häuser sind meist zweigeschoßig mit der Traufseite zum Platz mit ehemals teils großen Stallungen für die Vorspannpferde.

## Kultur und Sehenswürdigkeiten
- Katholische Pfarrkirche Unzmarkt hl. Maria Magdalena mit Pfarrhof
- Gemeindeamt und Brunnen am Simon-Hafner-Platz
- Pfarrkirche St. Jakob Frauenburg[2]

## Persönlichkeiten
- Heinz Stritzl (1921–2021), Journalist und Publizist